# Префектура Лефкада
Префектура Лефкада је некадашња префектура у Јонским острвима, у Грчкој. Ово је била најмања префeктура у целој Грчкој и по броју становника и површини. Управно средиште префектуре и највеће место у префектури био је истоимени град Лефкада.
Као што стоји у називу префектуре њу је чинило острво Лефкада и неколико малих острва у непосрердној околини (Меганизи, Каламос, Мадури, Скорпиос).

## Положај
Префектура Лефкада је спадала у острвске префектуре Грчке. Префектура је била смештена на крајњем западу државе, а близу од копна (префектура Етолија-Акарнија), са којим је спојена мостом на баржама (дужина око 2 км).